# Crni Vrh (Glamoč, BiH)
Crni Vrh je naseljeno mjesto u općini Glamoč, Federacija Bosne i Hercegovine, BiH.

## Stanovništvo

### 1991.
Nacionalni sastav stanovništva 1991. godine, bio je sljedeći:
ukupno: 281
- Srbi - 278 (98,93%)
- Jugoslaveni - 2 (0,71%)
- ostali, neopredijeljeni i nepoznato - 1 (0,35%)

### 2013.
Nacionalni sastav stanovništva 2013. godine, bio je sljedeći:
ukupno: 19
- Srbi - 19 (100%)

## Vanjske poveznice
- nona.net: Crni vrh